# 埃尔文·魏克德
埃尔文·奥托·休姆·魏克德（德語：Erwin Otto Humin Wickert，1915年1月7日—2008年3月26日），是德国外交官、作家，曾担任西德驻罗马尼亚大使、驻中国大使。

## 作品
- 《汉武帝和太史公》（1989年）
- 《1976-1980 我在中国当大使》（1989年）
- 《课堂作文》（2004年）